# 延光
延光（元年：122年三月 - 末年：125年）是东汉安帝刘祜的第五个年号。汉朝使用这个年号时间共计4年。建光二年三月改元为延光元年。
延光四年三月北乡侯刘懿即位沿用；同年十一月汉顺帝即位沿用。

## 纪年
| 延光 | 元年  | 二年  | 三年  | 四年  |
| ---- | ----- | ----- | ----- | ----- |
| 公元 | 122年 | 123年 | 124年 | 125年 |
| 干支 | 壬戌  | 癸亥  | 甲子  | 乙丑  |

## 参看
- 中国年号列表